# Acalolepta laevifrons
Acalolepta laevifrons là một loài bọ cánh cứng trong họ Cerambycidae.